# Hans Meyer (Richter)
Hans (Johannes) G. Meyer (* 7. April 1897 in Erfurt; † 20. März 1963 in West-Berlin) war ein deutscher Richter.

## Leben
Gleich nach dem Abitur im August 1914 zog Meyer in den  Ersten Weltkrieg. 1918 kehrte er als Leutnant mit dem  Eisernen Kreuz I. Klasse aus dem Feld zurück. Im Wintersemester 1918/19 begann er an der Philipps-Universität Marburg Rechtswissenschaft zu studieren. Am 31. Januar 1919 wurde er im Corps Hasso-Nassovia aktiv. Als Inaktiver wechselte er an die Universität Jena. Nachdem er im August 1921 das Erste Examen bestanden hatte, war er Referendar in Erfurt, Gera und Naumburg (Saale). 1922 wurde er in Jena zum Dr. iur. promoviert. Im August 1924 bestand er die Assessorprüfung. Im folgenden Dezember ging er als Hilfsarbeiter zur Bank für Thüringen. 1925 war er Hilfsrichter in Erfurt, 1926 Hilfsarbeiter im  Justizministerium des  Freistaats Preußen. Zunächst Amts- und Landrichter, wurde er Amtsgerichtsrat in Erfurt (1928), Landgerichtsrat (1931) und Kammergerichtsrat (1934). Er kam 1935 als Referent an das Reichsernährungsministerium und wurde 1938 zum Ministerialrat ernannt.
Als Hauptmann der Luftwaffe zog er 1939 in den  Zweiten Weltkrieg. Zum Major befördert, kehrte er 1945 mit der Wiederholungsspange des Eisernen Kreuzes II. Klasse  aus dem Krieg zurück. Im selben Jahr starb seine Frau Charlotte geb. Jucker, die ihm drei Töchter geschenkt hatte. 1952 kam er als Ministerialdirigent zum Bundesfinanzministerium. Er wurde 1955 an das Bundesverwaltungsgericht berufen. Im November desselben Jahres heiratete er Gisela Nehring aus Hannover. Aus der Ehe ging ein Sohn hervor. Hans Meyer verstarb 1963.